# Boizán
Boizán (llamada oficialmente Santiago de Boizán) es una parroquia española del municipio de Villalba, en la provincia de Lugo, Galicia.

## Organización territorial
La parroquia está formada por diecisiete entidades de población, constando once de ellas en el nomenclátor del Instituto Nacional de Estadística español:

### Entidades de población
Entidades de población que forman parte de la parroquia:
- A Palloza
- Balboeira (Valboeira)
- Camiño (O Camiño)
- Coto (O Coto)
- Gabín
- Grumar
- Igrexa
- Marco (O Marco)
- O Castro
- Ponte Rodríguez
- Portavixil (Portovixil)
- Rexovide (Regovide)
- Sabugueiros
- Seara (A Seara)
- Vixil

### Despoblados
Despoblados que forman parte de la parroquia:
- Covo (O Covo)
- Lamaná

## Demografía
| Gráfica de evolución demográfica de Boizán entre 2000 y 2021 |
|                                                              |
| Datos según el nomenclátor publicado por el INE.             |